# Cornelia Schirmer
Cornelia Schirmer (* 1968 in Schweina) ist eine deutsche Schauspielerin.

## Leben
Von 1987 bis 1991 besuchte Cornelia Schirmer die Hochschule für Schauspielkunst "Ernst Busch" Berlin. Gemeinsam mit Bruno Cathomas erhielt sie auf einem Treffen deutschsprachiger Schauspielschulen einen Solopreis und lernte auf diese Weise den Regisseur und damaligen Intendanten des Hamburger Thalia Theaters Jürgen Flimm kennen, der sie an sein Haus am Alstertor verpflichtete. Hier spielte sie bis 1998 und wechselte anschließend an das Deutsche Theater nach Berlin. Seit 2001 freischaffend tätig, ist sie seitdem wieder häufig auf Hamburger Bühnen zu sehen, gastweise am Thalia Theater, sowie auch am St. Pauli Theater, den Kammerspielen und dem Ernst-Deutsch-Theater.
Unter namhaften Regisseuren, neben Jürgen Flimm Robert Wilson, Thomas Langhoff, Katharina Thalbach oder Wolf-Dietrich Sprenger, spielte Schirmer bekannte Rollen wie die Luise (am Thalia Theater) bzw. Lady Milford (am Ernst-Deutsch-Theater) in Friedrich Schillers Drama Kabale und Liebe, Franziska in Heinrich von Kleists Lustspiel Minna von Barnhelm, die Polly in der Dreigroschenoper von Bertolt Brecht und Kurt Weill oder die Desdemona im Shakespearschen Othello.
Mit Fritz der Traktorist hat Schirmer einen eigenen Liederabend kreiert, der Auskunft über ihre Kindheit in der DDR gibt. Für ihre Söhne schrieb die mehrfache Mutter Kinderlieder. Ferner unterrichtet und inszeniert sie an der Schule für Schauspiel Hamburg.
Ihre wenigen Auftritte vor der Kamera hatte Cornelia Schirmer zum Teil noch vor den Kameras der DEFA, unter anderem in dem Film Coming Out, der am Tag des Mauerfalls am 9. November 1989 im Ostberliner Kino International Premiere hatte.
Cornelia Schirmer lebt in Hamburg.

## Filmografie
- 1987: Vernehmung der Zeugen
- 1989: Coming Out
- 1991: Der Verdacht
- 2004: Ei verbibbsch – Das Comedy Kombinat
- 2020: Altes Land (Fernsehfilm)
- 2023: Die Flut – Tod am Deich
- 2023: Morden im Norden – Gestohlenes Glück

## Hörspiele
- 1990: David, Geliebter – Autorin: Petra Seedorff – Regie: Wolfgang Rindfleisch
- 2006: Urlaub für alle – Autor: Steffen Thiemann – Regie: Leonhard Koppelmann
- 2006: Miss June Ruby – Autorin: Terézia Mora – Regie: Andrea Getto
- 2006: Die Geschichte von St. Magda – Autorin: Johanna Kaptein – Regie: Leonhard Koppelmann
- 2012: Radio-Tatort – Die blaue Jacht – Autor: Matthias Wittekindt – Regie: Sven Stricker